# (130) Electra
(130) Electra és un asteroide que forma part del cinturó d'asteroides i va ser descobert el 17 de febrer de 1873 per Christian Heinrich Friedrich Peters des de l'observatori Litchfield de Clinton, Estats Units d'Amèrica. Va rebre el nom d'Electra, per un personatge de la mitologia grega. Elektra orbita a una distància mitjana de 3,123 ua del Sol, podent allunyar-se fins a 3,773 ua. Té una inclinació orbital de 22,87° i una excentricitat de 0,2083. Triga 2.016 dies a completar una òrbita al voltant del Sol.